# Felice Beato

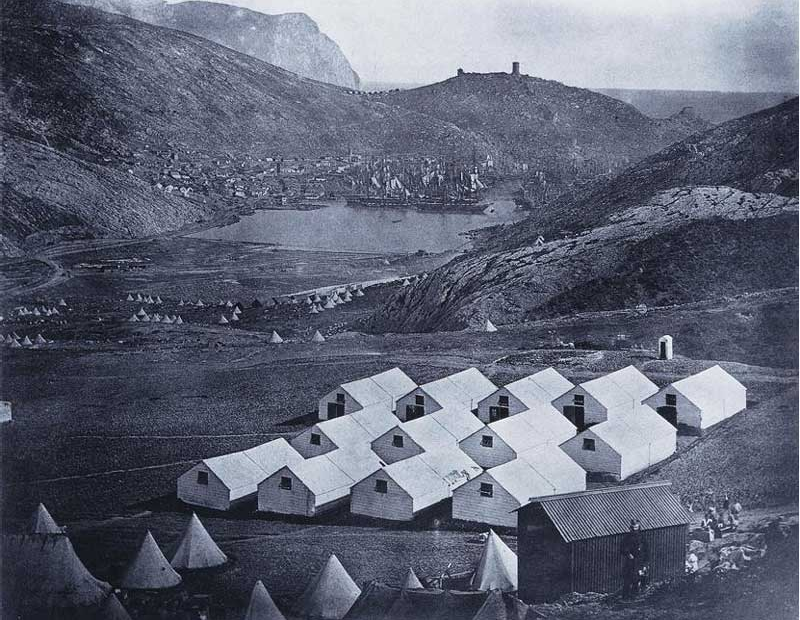
Armádní tábor v bitvě u Balaklavy, Krymská válka1855. Foto James Robertson a Felice Beato

Felice Beato nebo Felixe Beato (1833 nebo 1834, Korfu – 29. ledna 1907), byl britský fotograf, někdy také označovaný jako příslušník Corfiot Italians. Byl jedním z prvních fotografů, který fotografoval ve východní Asii a jeden z prvních válečných novinářských fotografů.
Je známý svými portréty, pohledy a panoramaty architektury a krajiny z Asie a oblasti Středozemního moře. Beatovy cesty do mnoha zemí mu daly příležitost vytvořit působivý a trvalý obraz zemí, lidí a událostí, které byly neznámé a vzdálené většině lidí v Evropě a Severní Americe. Ve své práci popisuje klíčové obrazy takových událostí jako bylo indické povstání z roku 1857 a Druhá opiová válka. Jeho fotografie představují první významné dílo, které dostalo pojmenování fotožurnalismus. Měl významný dopad na ostatní fotografy a jeho vliv v Japonsku, kde pracoval a učil se s mnoha jinými fotografy a umělci, byl obzvláště hluboký a trvalý.

## Firma Robertson & Beato
V roce 1853 začal fotografovat s britským fotografem Jamesem Robertsonem a oba vytvořili firmu s názvem Robertson & Beato buď v tomto roce nebo o rok později, kdy si Robertson otevřel fotografický ateliér ve městě Pera v Konstantinopoli. Robertson a Beato vzali s sebou Beatova bratra Antonia na fotografickou expedici na Maltu roku 1854 nebo 1856 a do Řecka a Jeruzaléma v roce 1857. Řada fotografií této společnosti vyrobených v roce 1850 jsou podepsány Robertson, Beato and Co. Dodatek "and Co." pravděpodobně odkazuje na Antonia.
Roku 1855 Robertson a Felice Beato odcestovali na Balaklavu na Krymu, kde pokračovali ve fotografování reportáže z Krymské války po Rogeru Fentonovi. Nasnímali pád Sevastopolu v září 1855. Na konci roku 1854 nebo začátem roku 1855 si Robertson vzal Beatovu sestru Leonildu Marii Matildu Beato. Některé zdroje uvádějí, že v roce 1857 oba dva, Robertson i Felice Beato odešli do Indie fotografovat indické povstání; je ale více pravděpodobné, že Beato odcestoval sám.
Firma Robertson & Beato byla rozpuštěna v roce 1867 poté, co vyprodukovala řadu vynikajících obrazů – včetně několika pozoruhodných panoramat – Malty, Řecka, Turecka, Damašku, Jeruzaléma, Egypta, Krymu a Indie.
S Felicem Beatem a Raimundem von Stillfriedem spolupracoval jako fotografický asistent Kusakabe Kimbei, který později získal jejich negativy. Beato měl také blízký pracovní vztah s Uenem Hikomou. Během návštěvy Nagasaki Beato využíval Uenův ateliér a fotografoval svou mladší sestru a známé a obyvatele města. Beato také fotografoval samotného Uena u chrámu Daikōji a své fotografie si vzájemně vyměnili.
Přibližně 80. léta v japonské fotografii byla mezníkem, kdy začalo tvořit více japonských fotografů, například Ogawa Kazumasa (1860–1929), Adolfo Farsari (1841–1898), Raimund von Stillfried (1839–1911), Kusakabe Kimbei (1841–1934), Šiniči Suzuki I (鈴木 真; 1835–1918) nebo Tamamura Kozaburó (玉村 康三郎; 1856–1923?). Přiřazení autorství fotografií autorovi nebo jeho studiu jen podle názvu se ukázalo jako obtížné. Je to částečně způsobeno vzájemným získáváním negativů mezi fotografy, a skutečností, že lidé kupující tyto fotografické suvenýry je sháněli často z různých ateliérů a pak je vkládali do společného alba. Například portrét s názvem Dcera úředníka se připisuje zároveň Adolfu Farsarimu, Kusakabe Kimbeiovi i Raimundovi von Stillfriedovi.

## Čína
V roce 1860 Beato opustil společnost Robertson & Beato, ačkoli Robertson používal společné jméno až do roku 1867. Beato byl vyslán z Indie do Číny, aby tam fotografoval anglo-francouzskou vojenskou výpravu ve druhé opiové válce. Do Hongkongu dorazil v březnu a okamžitě začal fotografovat město a jeho okolí až po Kanton. Beatovy fotografie jsou vůbec jedny z prvních pořízených fotografií v Číně.
V Hongkongu se Beato setkal s Charlesem Wirgmanem, umělcem a korespondentem pro noviny Illustrated London News. Oba pak doprovázeli anglo-francouzské síly cestující na sever do zálivu u města Ta-lien, poté do Bejtanu a pevnosti Taku v ústí Chaj-che a dále do Pekingu a Letního paláce. Pro místa na této trase byly Wirgmanovy ilustrace (a dalších autorů) pro Ilustrated London News často odvozeny z Beatových fotografií.

### Pevnost Taku

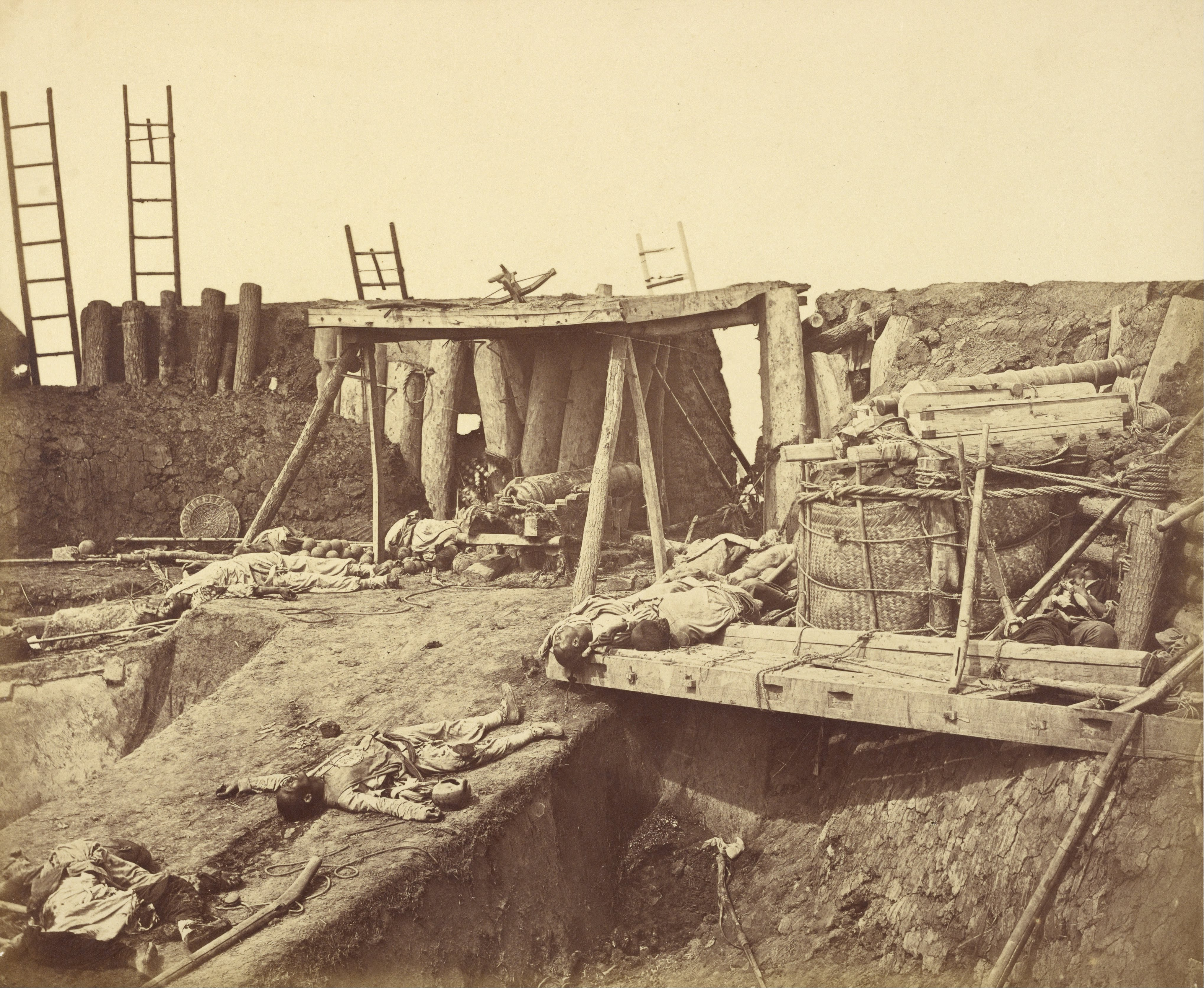
Pevnost Taku bezprostředně po dobytí, 21. srpna 1860

Beatovy fotografie druhé opiové války jsou prvními, kdo dokumentoval vojenskou kampaň, a podával zprávu o tom, jak probíhala a sice prostřednictvím sekvence datovaných a souvisejících fotografií. Jeho fotografie pevnosti Taku představují tento přístup ve zmenšeném měřítku a vytvářejí zprávu o bitvě. Pořadí obrázků ukazuje přibližování se k pevnosti, důsledek bombardování na vnějších zdech a opevnění a konečně devastaci uvnitř pevností, včetně těl mrtvých čínských vojáků. Fotografie nebyly pořízeny v tomto pořadí, protože jako první musely být pořízeny fotografie mrtvých Číňanů ještě před odstraněním těl; teprve pak mohl Beato v klidu pořizovat další snímky uvnitř a vně pevností.
Beatovy obrazy čínských mrtvých vojáků a způsob jejich pořízení odhalují zejména ideologické aspekty jeho fotožurnalistiky. Dr. David F. Rennie, člen expedice, ve své zprávě poznamenal: „Obešel jsem hradby na západní straně. Byly silně posety mrtvými – v severozápadním úhlu jich leželo třináct v jedné skupině poblíž palné zbraně. Pan Beato tu scénu prožíval s velkým vzrušením, popisoval ji jako „krásnou“ a prosil, aby se do ní nezasahovalo, dokud nebude zachycena jeho fotografickou aparaturou, což provedl několik minut poté.“

### Letní palác

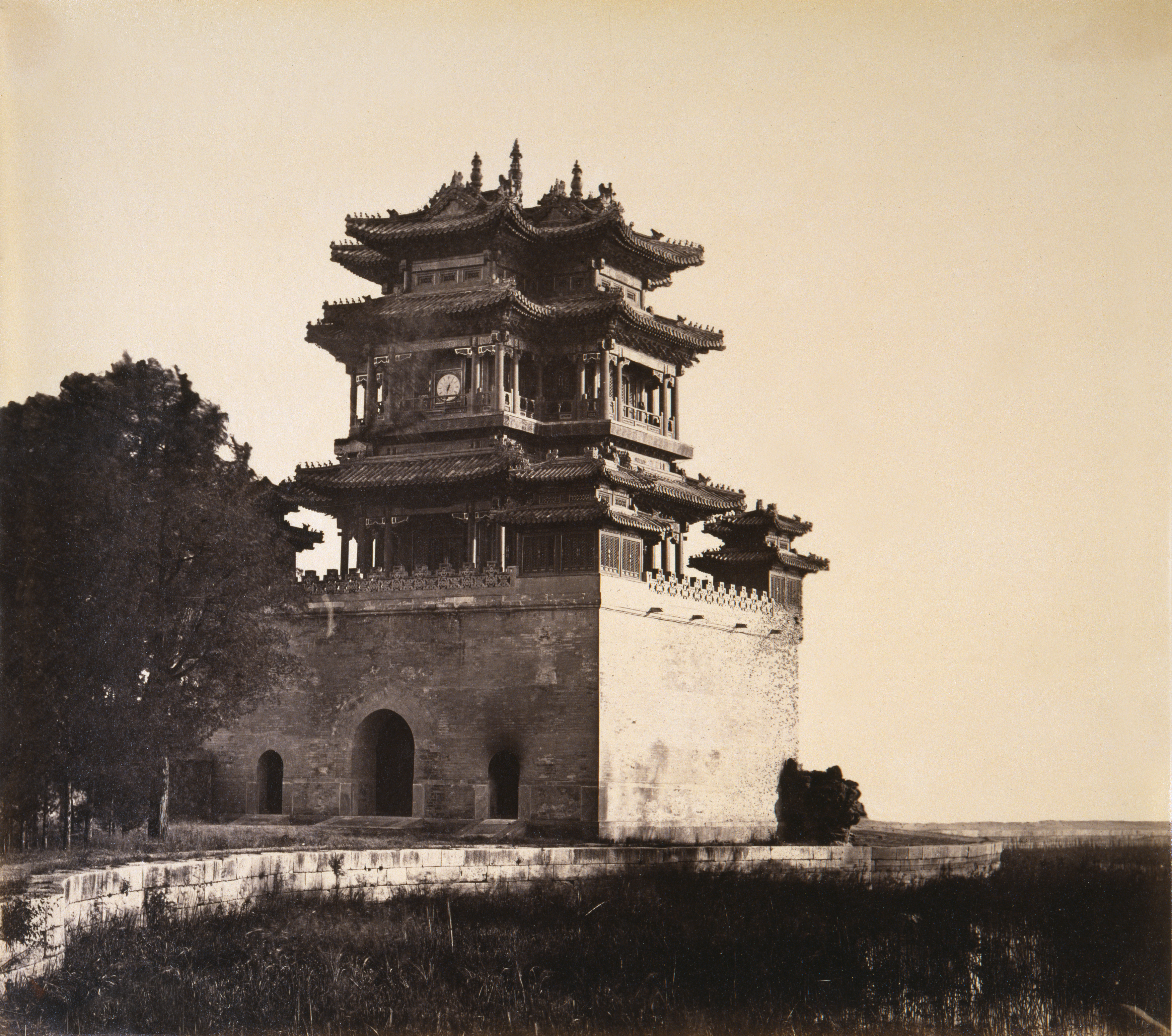
Letní palác v Pekingu těsně před vypálením, říjen 1860

Jen mimo Peking fotografoval Beato v Letním paláci, soukromém sídle čínského císaře, který obsahuje palácové pavilony, chrámy, velké umělé jezero a zahrady. Některé z těchto fotografií pořízených mezi 6. a 18. říjnem 1860 jsou unikátní obrazy budov, které byly vypleněny a vypáleny anglo-francouzskými silami počínaje 6. říjnem. Ve dnech 18. a 19. října britská první divize vypálila na příkaz lorda Elgina budovy jako odvetu proti císaři za mučení a smrt dvaceti členů spojenecké diplomatické strany. Bennett píše, že „tyto [fotografie] se zdají být nejstaršími obrazy dosud objeveného Pekingu a mají nejvyšší historický a kulturní význam.“
Mezi poslední fotografie, které Beato v této době pořídil v Číně, byly portréty lorda Elgina v Pekingu, který podepsal Pekingskou smlouvu, a knížete Kunga, který ji podepsal jménem čchingské vlády.
Beato se vrátil do Anglie v říjnu 1861 a během této zimy prodal 400 svých fotografií z Indie a Číny Henrymu Heringovi, londýnskému komerčnímu portrétnímu fotografovi.

## Panoramata
Zvlášť úspěšné je jeho panorama Pehtangu složené z devíti jednotlivých snímků, které plynule mezi sebou přecházejí a má celkovou délku 2,5 metru.

## Galerie

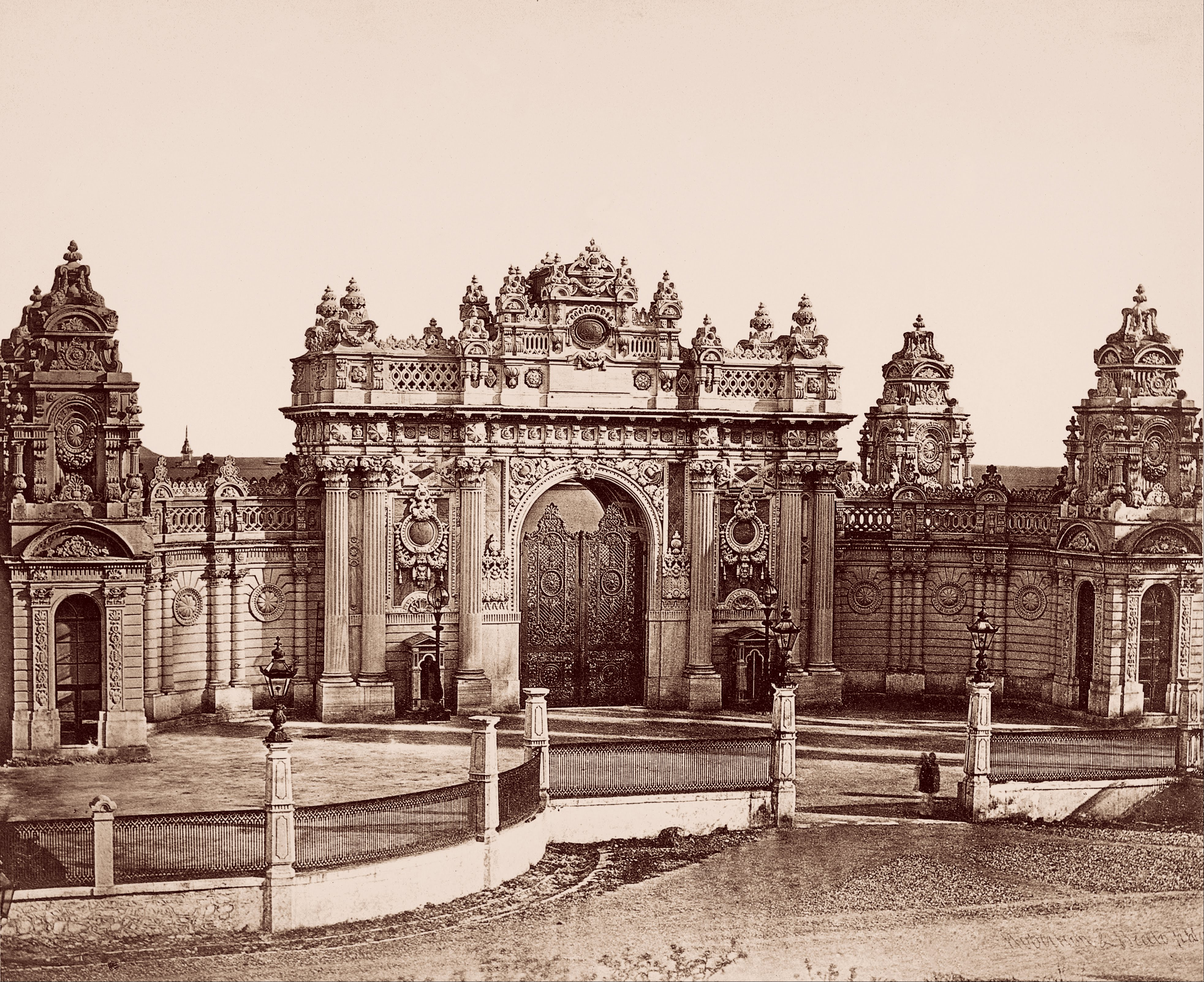
Robertson & Beato: Dolmabahçe Palace Imperial Gate, Google Art Project
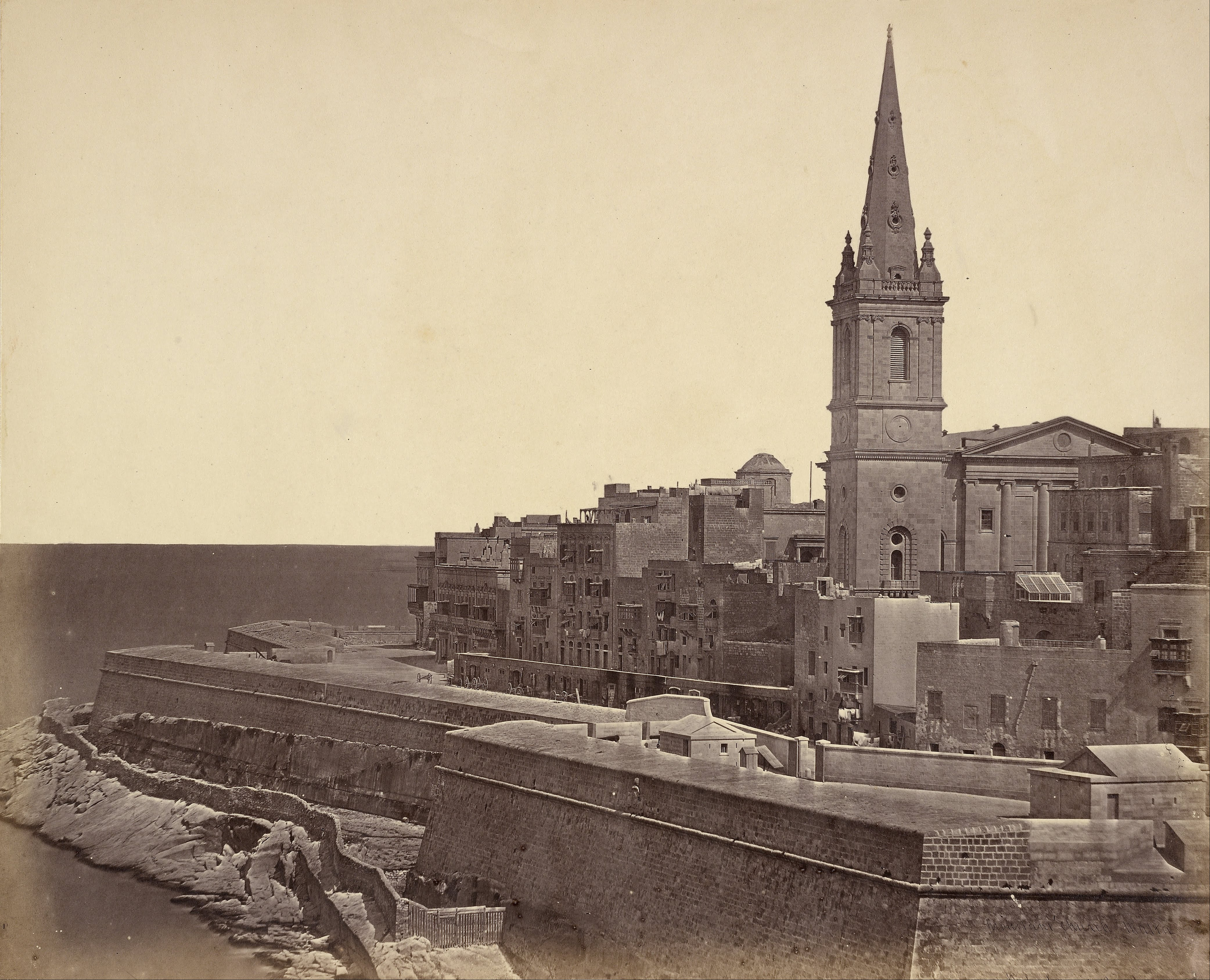
Robertson & Beato: Protestantský kostel, Malta, Google Art Project
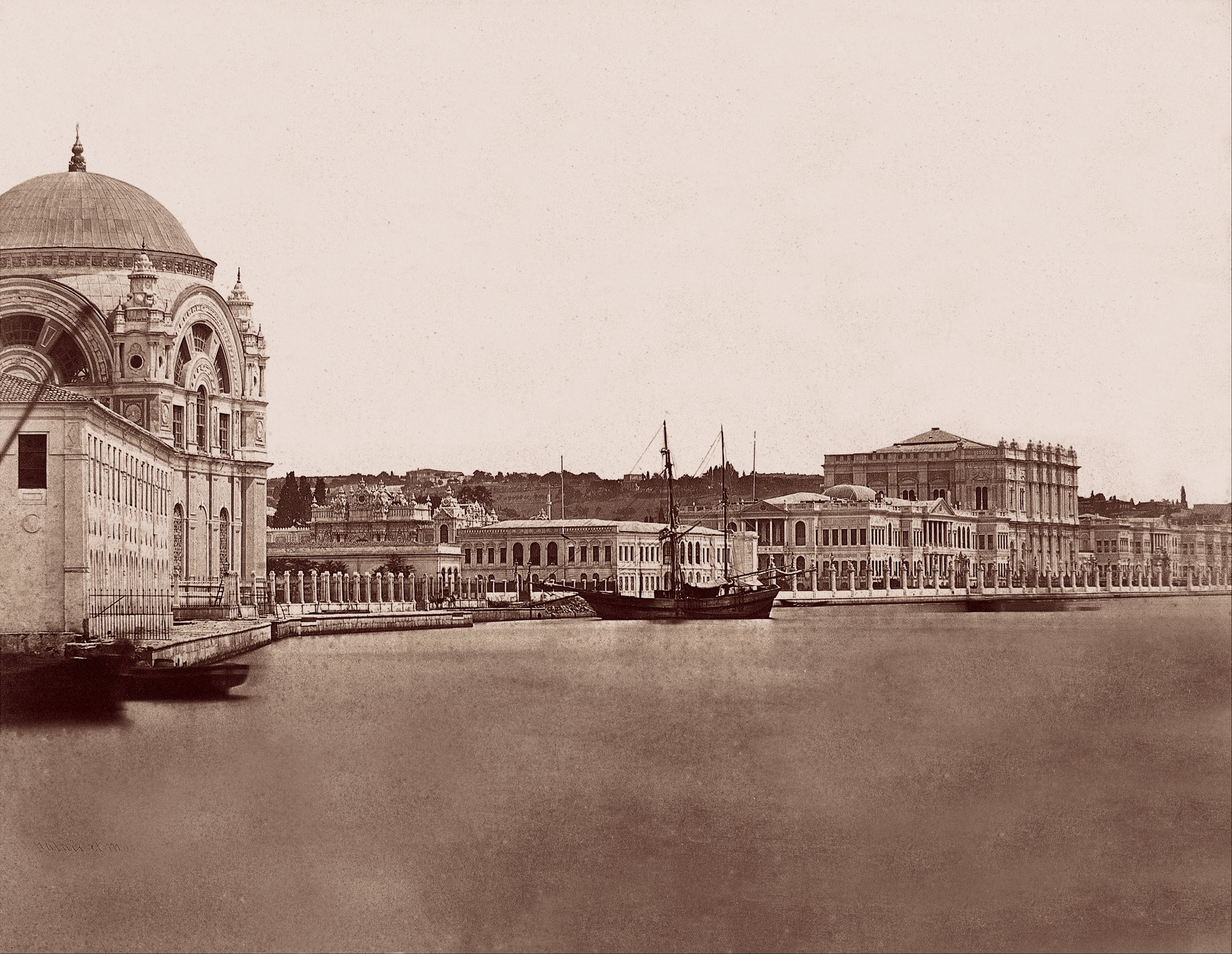
Robertson & Beato: Dolmabahçe Palace and Mosque, Google Art Project